# Горбунова-Каблукова, Минна Карловна
Ми́нна Ка́рловна Горбуно́ва-Каблуко́ва (урожденная Ле́ман, 1840—1931) — русская и советская писательница и общественная деятельница; экономист и статистик. Организатор женского профессионального образования.

## Биография
Родилась 21 мая (2 июня) 1840 года в селе Нижний Шкафт Городищенского уезда Пензенской губернии (ныне — в Никольском районе Пензенской области). Внучка латышского просветителя Г. Меркела.
Получив домашнее образование, сдала экзамен на звание учительницы.
С 1860 года жила и работала в Москве, преподавала в ремесленных школах для девушек.
С 1873 года неоднократно выезжала во Францию и Германию для изучения методов женского ремесленного образования. Преподавала ремёсла в Московском институте благородных девиц.
В 1880-х годах по поручению Московской губернской земской управы изучала женские промыслы в Московской губернии.
В 1880 году она вела переписку с Фридрихом Энгельсом по вопросам профессионального образования. Была знакома с Инессой Арманд.
В 1887 году на собственные средства Горбунова-Каблукова открыла женское профессиональное училище, которое позже возглавила её дочь В. Лепёшкина («Женское профессиональное училище В. Лепешкиной»). Также занималась общественной деятельностью: сотрудничала с Постоянной комиссией по техническому образованию Русского технического общества, была участницей и руководителем секции на 2-м и 3-м съездах русских деятелей профессионального и технического образования. С середины 1890-х и до 1917 года возглавляла комиссию по обучению женским ремёслам Московского общества распространения технических знаний (при Политехническом музее в Москве). Сотрудничала с журналами «Техническое образование», «Русская мысль», «Земство», «Отечественные записки» и другими.
Умерла в 1931 году в Москве. Двойная фамилия Минны Карловны образована от двух замужеств.

## Некоторые работы
- Каблукова-Горбунова М. К. Кружевной промысел. — М., 1880.
- Каблукова-Горбунова М. К. Женские промыслы Московской губернии. Вып. IV. Сборник статистических сведений по Московской губернии. — М., 1882.
- Каблукова-Горбунова М. К. Учебник кройки по методу Клемма. — М., 1884.
- Каблукова-Горбунова М. К. Комиссия по обучению женским ремеслам при Политехническом музее в Москве. — М., 1904.